# Tamkang Journal of Mathematics
Tamkang Journal of Mathematics ist eine von der Tamkang University herausgegebene englischsprachige mathematische Fachzeitschrift. Sie will die Zusammenarbeit zwischen taiwanesischen und internationalen Mathematikern fördern.
Sie erschien seit 1970 zunächst als halbjährliche Zeitschrift und erscheint seit 1985 vierteljährlich.